# Cockmobil
Das Cockmobil war ein Kraftfahrzeug der Cockerell Fahrzeugwerke.

## Bauzeit und Produktionszahl
Zur Bauzeit des Cockmobils gibt es unterschiedliche Angaben: 1924, von 1923 bis 1926, 1926, oder 1924 vorgestellt und bis 1926 produziert. Vom Cockmobil entstanden fünf Exemplare. Soweit bekannt ist keines erhalten geblieben.

## Fahrgestell und Antrieb
Das Cockmobil war ein Dreirad, bei dem sich das einzelne Rad vorne befand. Eine Quelle gibt an, dass ein Motorradmotor mit 198 cm³ Hubraum das Vorderrad über einen Keilriemen antrieb. Eine weitere Quelle bestätigt den Antrieb über Keilriemen auf das Vorderrad. Eine Anzeige mit einer Abbildung lässt erkennen, dass der Motor oberhalb des Vorderrades montiert war. Eine vierte Quelle gibt an, dass Cockerell das Vorderrad und der im Vorderrad montierte Umlaufmotor der Megola verwendete. Da die Anzeige auf die Steuerfreiheit und Führerscheinfreiheit der Fahrzeuge hinweist, kann der Motor nicht mehr als 200 cm³ Hubraum gehabt haben.

## Karosserieformen
Erhältlich war das Cockmobil als offener Zweisitzer. Gegen Aufpreis war ein Verdeck lieferbar. Außerdem stand eine Version als Lieferwagen im Angebot.